# Хакояма Айка
Айка Хокояма (яп. 箱山 愛香, нар. 27 липня 1991) — японська спортсменка, спеціалістка з синхронного плавання, бронзова призерка Олімпійських ігор 2016 року.

## Виступи на Олімпіадах
| Олімпіада           | Дисципліна | Місце |
| ------------------- | ---------- | ----- |
| Лондон 2012         | групи      | 5     |
| Ріо-де-Жанейро 2016 | групи      | 3     |

## Зовнішні посилання
- Айка Хокояма — олімпійська статистика на сайті Sports-Reference.com (англ.) (архівна версія)